# Roverandom
Vous lisez un « bon article » labellisé en 2011.  Il fait partie d'un « bon thème ».
Roverandom est un livre écrit par J. R. R. Tolkien en 1927. L'histoire conte les aventures d'un chiot nommé Rover, qui après avoir mordu un sorcier se voit transformé en jouet (et renommé en Roverandom). Un petit garçon acquiert le chien-jouet, mais finit par le perdre alors qu'il joue sur la plage. Le jouet est alors envoyé par un sorcier vivre des aventures sur la Lune et dans la mer afin de retrouver son apparence originelle.
Tolkien invente les aventures de Rover durant l'été 1925 pour consoler son fils Michael qui vient de perdre, sur la plage de Filey, son jouet favori, un petit chien en plomb. Il propose le texte à son éditeur, Allen & Unwin, en 1936, qui avait alors accepté avec enthousiasme Le Hobbit ; mais le succès de ce dernier incite Stanley Unwin à en réclamer une suite, et Roverandom ne fut probablement jamais sérieusement envisagé pour la publication, de même que les autres textes proposés par Tolkien à la même époque, Mr. Bliss et Le Fermier Gilles de Ham. Roverandom est finalement édité en 1998 par Wayne G. Hammond et Christina Scull, avec cinq illustrations de Tolkien.
Au premier abord, Roverandom paraît être un conte pour enfants, néanmoins le texte possède plusieurs degrés de lecture : d'une histoire pour enfants, jusqu'à un texte contenant de la philologie ou de la mythologie, thèmes chers à Tolkien, en passant par de nombreuses allusions voilées à la propre vie de famille de Tolkien et de ses fils pour lesquels le récit était à l'origine destiné ; ou à d'autres contes pour enfants comme ceux d'Edith Nesbit. Le récit aborde de nombreux sujets, depuis des faits précis s'étant déroulés à l'époque de la rédaction de l'histoire, comme l'éclipse lunaire ratée, jusqu'à l'utilisation de la langue et sa phonologie, sujet de prédilection de Tolkien, en passant, bien sûr, par la réutilisation de mythologies diverses : les mythologies grecque, celte, nordique, et bien évidemment la propre mythologie de Tolkien. Outre son propre intérêt comme conte pour enfants, c'est un texte important qui entre dans le contexte d'une des œuvres majeures de Tolkien, car sa création intervient presque immédiatement avant celle du Hobbit.

## Personnages principaux
Rover(andom)Personnage principal du conte. Un chiot blanc avec des oreilles noires. Il est présenté comme étant plutôt brusque et nerveux, irritant tellement Artaxerxès que celui-ci en fait un chien en peluche pour le punir.
ArtaxerxèsSorcier que Roverandom rencontre lors de ses vacances. Habillé d'un vieux manteau et d'un chapeau vert avec une plume bleue ; il fume la pipe. Il vient de Perse, mais s'étant perdu, il vit désormais à Pershore en Angleterre.
Fistondeux (Little Boy Two)Le fils cadet de la famille qui reçoit Rover comme cadeau. L'alter ego évident de Michael, le fils cadet de J. R. R. Tolkien.
Psamathos PsamathidèsLe chef de tous les sablesorciers, les Psamathistes, il est vieux et sage. Il est décrit comme ayant la taille d'un gros chien, et très laid.
Cendré (Mew)Goéland qui emmène Roverandom, sur ordre de Psamathos, jusqu'à la Lune, le long du sentier d'argent laissé sur la mer par le soleil couchant.
Le Lunehomme (The Man in the Moon)Le plus grand de tous les magiciens, un vieil homme sympathique qui vit sur la Lune avec son chien Rover. C'est lui qui donne le nom de Roverandom au chien-jouet pour le distinguer de son propre chien Rover.
Rover le Lunechien (Rover The Moon Dog)Lunechien de l'Homme dans la Lune, qui a le même nom que le personnage principal. Il possède des ailes et les utilise pour chasser les papillons et les rayons de la Lune.
Le Grand Dragon Blanc de la Lune (The Great White Dragon of the Moon)Dragon difficile et turbulent qui vit sur la Lune, et qui provoque son éclipse avec la fumée de son haleine.
Rover le Merchien (Rover The Sea Dog)Merchien du Roi des flots, qui a également le même nom que le personnage principal.
UinBaleine qui mène Roverandom jusqu'au fond de la mer. Elle espionne Artaxerxès pour le compte de Psamathos.
L'antique Serpent-de-Mer (the ancient Sea Serpent)Serpent vivant au fond de la mer et responsable des remous et tempêtes.

## Résumé

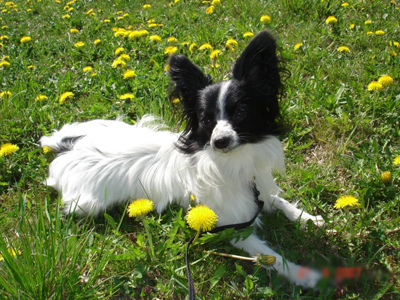
Un chiot de la race épagneul papillon, blanc avec des oreilles noires, qui pourrait ressembler à Rover avant sa transformation en jouet.

Rover est un chiot qui joue avec une balle dans le jardin de sa maison en Angleterre. Quand un passant prend la balle pour jouer avec lui, il le mord. Le passant est en réalité le sorcier Artaxerxès, qui punit Rover en le transformant en jouet. Rover-jouet est amené dans un magasin, où une dame l'achète pour l'offrir à son fils, Fistondeux. Rover découvre que la nuit il peut partir, comme les jouets des contes qui acquièrent une vie propre au crépuscule, bien que cela lui soit difficile du fait de sa taille. Il tente de quitter la maison, mais n'y parvient pas car les portes sont fermées.
Le lendemain, Fistondeux part à la plage en emmenant Rover, qui tombe sur le sable. Il se réjouit d'abord de s'être échappé, puis s'inquiète de sa solitude et de la marée qui monte alors qu'il ne peut aboyer. Il rencontre alors le mage Psamathos Psamathidès qui, pour l'aider, l'envoie sur la Lune, trouver le Lunehomme. Le goéland Cendré le mène sur la Lune où il rencontre effectivement le Lunehomme mais également son Lunechien, Rover. Le Lunehomme le renomme Roverandom, pour éviter la confusion avec son propre Rover, puis lui fait pousser des ailes sur le dos, lui permettant de jouer avec le Lunechien et de pourchasser les papillons de la Lune. Lors de l'une de leurs aventures, les deux chiens dérangent le Grand Dragon Blanc de la Lune qui manque de provoquer une éclipse de Lune sans l'intervention heureuse du Lunehomme qui le chasse. Peu après, le Lunehomme l'emmène sur la face cachée de la Lune, où les enfants viennent pendant leurs rêves. Là, Roverandom retrouve, le temps d'un rêve, Fistondeux ce qui le rend malheureux. Roverandom demande donc à repartir sur Terre pour retrouver sa vie.
Le Lunehomme lui ôte ses ailes et Cendré le ramène donc sur la plage, où il retrouve Psamathos, qu'il supplie de lui rendre sa taille d'origine. Psamathos ne réussit malheureusement pas à contrer le sort d'Artaxerxès. Il appelle alors Uin la baleine, laquelle prend Rover dans sa gueule et l'amène au palais du Roi des Flots. En effet, Artaxerxès est parti vivre dans l'océan en compagnie d'une sirène, fille du Roi des Flots. Là, il rencontre à nouveau Artaxerxès, ainsi que sa femme et Rover, le merchien. Artaxerxès se fait néanmoins prier pour rendre sa forme à Roverandom. Celui-ci laisse, sur les conseils du merchien, Artaxerxès tranquille pour le moment. Il en profite pour vivre des aventures avec le merchien et Uin, dans lesquelles il découvre la Terre Féerique, où vivent les Elfes. À son retour, Roverandom ne souhaite que tourmenter le sorcier qui ne veut pas l'aider. Alors qu'Artaxerxès doit empêcher le réveil du Serpent-de-Mer, qui risque de provoquer une tempête, Roverandom provoque le demi-réveil du Serpent. Celui-ci se tourne et se retourne, entraînant des raz-de-marée et des tourbillons. Le Serpent s'éveille finalement pour se rendormir aussitôt, provoquant juste l'évanouissement d'Artaxerxès. À son réveil, le Roi des Flots demande à Artaxerxès de quitter son palais à la suite des récents événements avec le Serpent. Roverandom s'excuse de s'être mal comporté envers le sorcier, qui lui rend alors son apparence normale. Uin ramène Roverandom, Artaxerxès sur la côte et Rover finit par retrouver Fistondeux.

## Création

### Origine de l'histoire

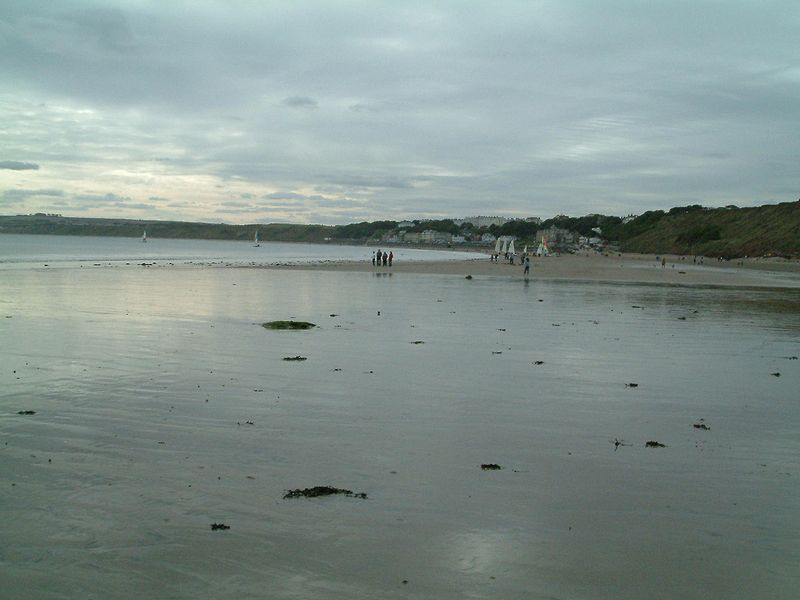
Plage de Filey, sur laquelle le petit Michael Tolkien a perdu son jouet représentant un chien.

L'origine de Roverandom remonte au mois de septembre 1925, alors que la famille Tolkien (composée de Ronald, son épouse Edith et ses trois fils John, Michaël et Christopher âgés respectivement de 8 ans, 5 ans et 10 mois), est en vacances à Filey, un village de la côte du Yorkshire, dans le Nord-Est de l'Angleterre, afin de fêter la récente accession de Tolkien à la chaire Rawlinson & Bosworth d'anglo-saxon du Pembroke College, à l'université d'Oxford,.
À cette époque, le second fils de Tolkien, Michael, ne quitte pas l'un de ses jouets : « un chien miniature en plomb peint en noir et blanc ». Lors d'une promenade le long de la plage de Filey avec son père, Michael laisse son jouet sur le sol de la plage pour s'amuser mais finit par ne plus le retrouver. Bien que Ronald, John et Michaël passent plusieurs heures à le chercher, le jouet n'est pas retrouvé. Pour réconforter son fils de la perte de son jouet préféré, Tolkien invente alors l'histoire de Roverandom.
Deux événements dont John Tolkien se souvient permettent de certifier que le récit existait déjà à l'oral alors qu'ils étaient encore à Filey. Tout d'abord, un lever de lune magnifique, avec une traînée argentée scintillante sur la mer, qui peut facilement être identifié au voyage de Rover vers la lune, et la seconde, encore plus remarquable, est une grosse tempête qui a frappé la côte, tempête au cours de laquelle son père lui racontait des histoires pour les rassurer, lui et son frère. Cette tempête, précisément datée du 5 septembre 1925 par les bulletins météorologiques, permet de donner une date approximative pour l'invention de l'histoire,. Enfin, une note, datée de 1926, présente dans l'agenda de Tolkien indique que le récit est complété, de manière orale, à cette date.

### Composition
Peu de temps après l'été 1925, Tolkien transcrit l'histoire orale sur papier. Il n'existe pas de brouillons datés permettant de savoir précisément à quel moment Roverandom voit le jour sous forme écrite, néanmoins il existe cinq illustrations de la main de Tolkien qui agrémentent le texte et permettent de supposer l'année 1927 comme date de rédaction. La première d'entre elles date de l'année 1925, peut-être a-t-elle été dessinée à Filey même, et les quatre autres de 1927, année lors de laquelle la famille Tolkien a pris des vacances à la mer, dans un lieu similaire à Filey, à Lyme Regis, dans le Dorset. Il est possible que Tolkien ait dessiné ces illustrations alors même qu'il couchait son histoire sur papier lors de son séjour à Lyme Regis, dans un environnement qui lui rappelait la plage de Filey.
Une autre raison permettant de justifier la date de 1927 comme année de rédaction définitive est que Tolkien mentionne le personnage de l'Homme dans la Lune dans sa lettre du Père Noël de l'année 1927, comme invité du Père Noël au pôle Nord[réf. incomplète]. Dans cette lettre, il est question d'une attaque de la Lune par les dragons pendant son absence, qui provoque une éclipse lunaire, obligeant l'Homme dans la Lune à revenir en urgence. Cette éclipse a d'ailleurs réellement eu lieu au-dessus de l'Angleterre, le 8 décembre 1927. Hammond et Scull notent que les ressemblances entre les deux textes sont trop « frappantes » pour n'être dues qu'au hasard. Roverandom existait donc en décembre 1927, au moins.
Le texte de Roverandom existe sous au moins quatre formes, conservées à la bibliothèque Bodléienne, et une cinquième qui est perdue. La première version est un manuscrit de vingt-deux pages abondamment raturé et corrigé. Les trois autres versions sont des dactylographes qui reprennent et augmentent le récit, sans toutefois le modifier en profondeur. Il est à noter que le premier dactylographe est titré Les Aventures de Rover, titre biffé et remplacé par Roverandom, par la suite. Selon Hammond et Scull, le troisième tapuscrit était le document que Tolkien envisageait de présenter à ses éditeurs à la suite du succès de Bilbo le Hobbit.

### Illustrations

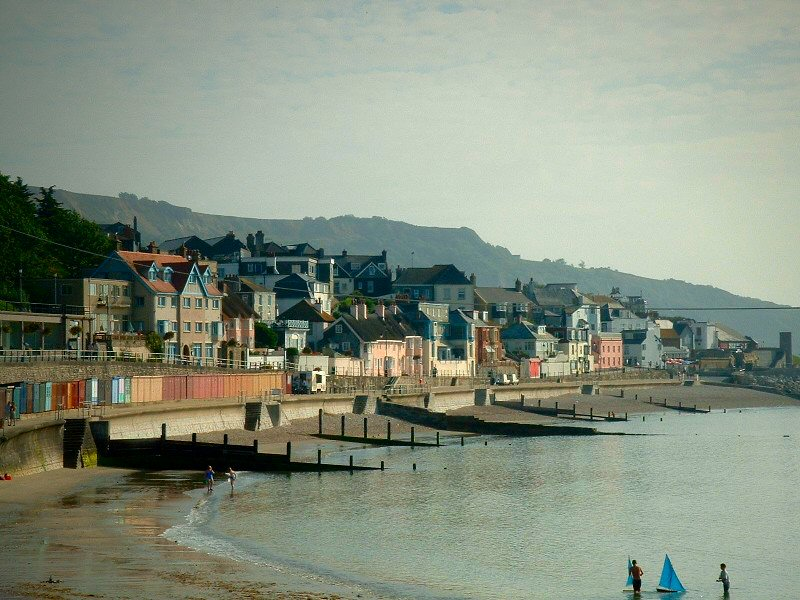
Plage de Lyme Regis, où la famille Tolkien a pris des vacances en 1927.

Tolkien a toujours donné une grande importance au dessin et à la peinture, et les pratiquait régulièrement depuis l'enfance. Il n'a jamais abandonné ce passe-temps, mais la Première Guerre mondiale et d'autres tâches l'avaient interrompu. Cependant, en 1925, il se remit à dessiner régulièrement, et les premiers résultats furent les cinq images de Roverandom mentionnées dans la section précédente. Comme Hammond et Scull le soulignent, ces dessins n'étaient pas prévus pour appartenir à un ouvrage imprimé, ce qui explique qu'ils « ne répondent pas à un souci de répartition équilibrée » dans le récit.
Le premier dessin, « Paysage lunaire », est un dessin au crayon dessiné en 1925, probablement réalisé pendant les vacances d'été à Filey. L'image représente la Lune d'une manière très fidèle au texte : des arbres bleus, de grands espaces, de hautes montagnes à pic. Le titre est écrit directement sous l'image sur une version primaire de ses tengwar, l'un des alphabets elfiques inventés par Tolkien.
Le deuxième, « Le Dragon Blanc poursuit Roverandom et Lunechien », est réalisé à la plume et à l'encre, en 1927 à Lyme Regis et est dédié à John Tolkien. Sur l'image est représenté le dragon, les deux chiens ailés, l'une des araignées de la Lune et un papillon. Tolkien a utilisé le même dragon sur la carte des Terres Sauvages accompagnant Le Hobbit, et la même araignée que dans son dessin de la Forêt Noire.
Le troisième, « Les jardins du palais du Roi-des-Flots », est une « superbe aquarelle » datant de 1927 et peinte à Lyme Regis. La baleine Uin y apparaît au-dessus du jardin sous-marin. Hammond et Scull rapprochent la représentation d'Uin de celle du Léviathan peinte par Rudyard Kipling dans son conte La Baleine et son gosier.

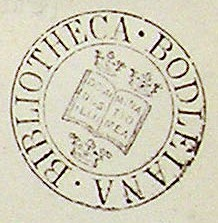
Sceau de la bibliothèque Bodléienne d'Oxford.

Le quatrième, « Maison où Rover, devenu jouet commença ses aventures », est aussi une aquarelle. Elle date de 1927, a été peinte à Lyme Regis et est dédiée à Christopher. Apparemment, cette image a peu à voir avec le texte, bien que l'on puisse remarquer la présence de Rover et Tinker dessinés en arrière-plan. Le dessin représente une ferme près de la mer, mais nulle part dans l'histoire de Rover il n'est précisé qu'il vivait dans une ferme, et encore moins qu'il avait déjà vu la mer. On peut supposer que cette aquarelle a été réutilisée et n'était pas à l'origine conçue pour illustrer l'histoire.
Enfin, un dessin à la plume et à l'encre, sans titre, fait apparaître Rover arrivant sur la Lune sur le goéland Cendré. Le dessin porte l'inscription « 1927-8 ». Bien que les quatre autres images semblent être élaborées et complètes, celle-ci présente un travail moins abouti, les personnages étant de trop petite taille. La Lune apparaît comme un lieu plein de rochers stériles, ce qui contredit à nouveau le texte.
Les originaux de ces cinq dessins sont stockés à la bibliothèque Bodléienne à l'université d'Oxford et ont d'abord été publiés dans l'ouvrage J. R. R. Tolkien : Artiste & Illustrateur par Christina Scull et Wayne G. Hammond en 1995, qui ont ensuite édité et publié Roverandom en 1998. Tolkien montre, dans ces dessins, ses techniques à l'aquarelle, à l'encre et au crayon, et son style influencé par les estampes japonaises, mais avec une vision particulière de la ligne et la couleur.

### Édition et publication
En 1936, alors que son roman Le Hobbit vient d'être accepté avec enthousiasme par son éditeur Allen & Unwin, Tolkien lui présente Roverandom. Stanley Unwin donne l'histoire à lire à son fils, Rayner Unwin, qui lui a déjà donné son avis pour la publication du Hobbit. Malgré l'engouement de son fils, qui juge le récit « bien écrit et drôle », Stanley Unwin ne publie pas le texte mais propose plutôt à Tolkien de rédiger une suite au Hobbit, laquelle allait devenir Le Seigneur des anneaux,.
En janvier 1998, l'éditeur HarperCollins décide de publier l'histoire, accompagnée de ses cinq illustrations, dans une édition dirigée par Christina Scull et Wayne G. Hammond, en y incluant une introduction. Cette édition est dédiée à la mémoire de Michael Tolkien, fils de l'auteur et décédé en 1984, pour lequel l'histoire avait été écrite. La première et quatrième de couverture sont respectivement illustrées avec les aquarelles « Les jardins du palais du Roi-des-Flots » et « Maison où Rover, devenu jouet commença ses aventures ». En France, les éditions Bourgois publient une traduction par Jacques Georgel, l'année suivante.
HarperCollins sort également deux éditions de poche, la première en août 1998, avec « Les jardins du palais du Roi-des-Flots » sur la couverture, et la seconde en septembre 2002, avec une couverture noire représentant un dragon et une lune schématisée. Il existe aussi une version en livre audio racontée par Derek Jacobi, d'une durée de deux heures, également publiée par HarperCollins en deux cassettes en octobre 1998, puis sous forme de deux CD, le 3 novembre 2003. Plus récemment, en 2010, le conte est publié avec quatre autres contes, Smith de Grand Wootton, Le Fermier Gilles de Ham, Feuille, de Niggle et Les Aventures de Tom Bombadil, accompagnés du texte Du conte de fées dans un coffret de 8 CD, illustré par Alan Lee et intitulé Tales from the Perilous Realm.

## Caractéristiques littéraires et style
Roverandom est, comme le reste des contes pour enfants écrits par Tolkien à la même époque, d'une structure narrative assez rudimentaire. Le texte se compose de trois épisodes se déroulant dans des lieux différents (en Angleterre, sur la Lune et sous la mer), chacun d'eux représenté par un magicien différent : Psamathos, Le Lunehomme et Artaxerxès.
Il est frappant, par opposition à la carrière ultérieure de l'auteur, de constater la présence de nombreux éléments qui peuvent être rattachés aux contes de fées classiques des frères Grimm, de Perrault et d'Andersen : « gnomes lunaires montant des lapins et confectionnant des crêpes avec des flocons de neige, ou encore des fées des flots naviguant dans des coquilles attelées à des fins poissons ». Ceci suggère que Tolkien n'avait pas encore l'antipathie pour les fées classiques qui lui apparut près d'une décennie plus tard, dans sa conférence Du conte de fées de 1939 à l'université de St Andrews.
La première impression est renforcée par l'utilisation de mots pour les enfants, tels que tummy pour stomach (« estomac ») ou uncomfy pour uncomfortable (« inconfortable »). Cependant, on peut trouver des termes peu communs dans le vocabulaire des enfants, comme paraphernalia ou phosphorescent. Tolkien considère, en effet, l'idée que les enfants ne doivent pas être isolés des expressions « d'adultes » car ils sont alors plus susceptibles d'élargir leur vocabulaire que lorsqu'ils sont limités à un vocabulaire plat et infantilisant,.
Les autres caractéristiques linguistiques de l'histoire sont l'utilisation fréquente d'onomatopées et d'allitérations, comme yaps et yeps (« aboyer et hurler »), yammers and yowls (« des pleurs et des cris »), growling and grizzling (« grognements et gémissements »), etc., mais également des jeux de paronymes, comme le fait qu'Artaxerxès vienne de Perse et vive à Pershore, ou la succession de non-sens à consonances impressionnantes comme Psamathos Psamathidès, nom issu de la racine grecque psammos « sable », signifiant quelque chose comme « Sableux, fils de Sableux, un expert en sable ».

## Inspirations
En plus des événements intimes qui ont motivé l'histoire, comme la perte du jouet de Michael, on peut identifier, tout au long du conte, quelques événements réels correspondant au moment de la rédaction, comme une forte tempête à Filey, qui enleva tout espoir de retrouver le jouet sur la plage (tempête justifiée, dans le conte, par le fait d'avoir réveillé le grand serpent marin) ; une éclipse « manquée » de Lune à cause des mauvaises conditions de visibilité (liée à l'activité du Grand Dragon Blanc interrompue par le Lunehomme) ; ou une explosion volcanique sous-marine ayant eu lieu dans l'île de Santorin.
Bien qu'il s'agisse d'un conte léger à destination des enfants, Roverandom contient également des allusions à des sources mythologiques ou littéraires, et même avec le reste de la propre mythologie de Tolkien, en cours d'élaboration.

### Inspirations mythologiques et historiques

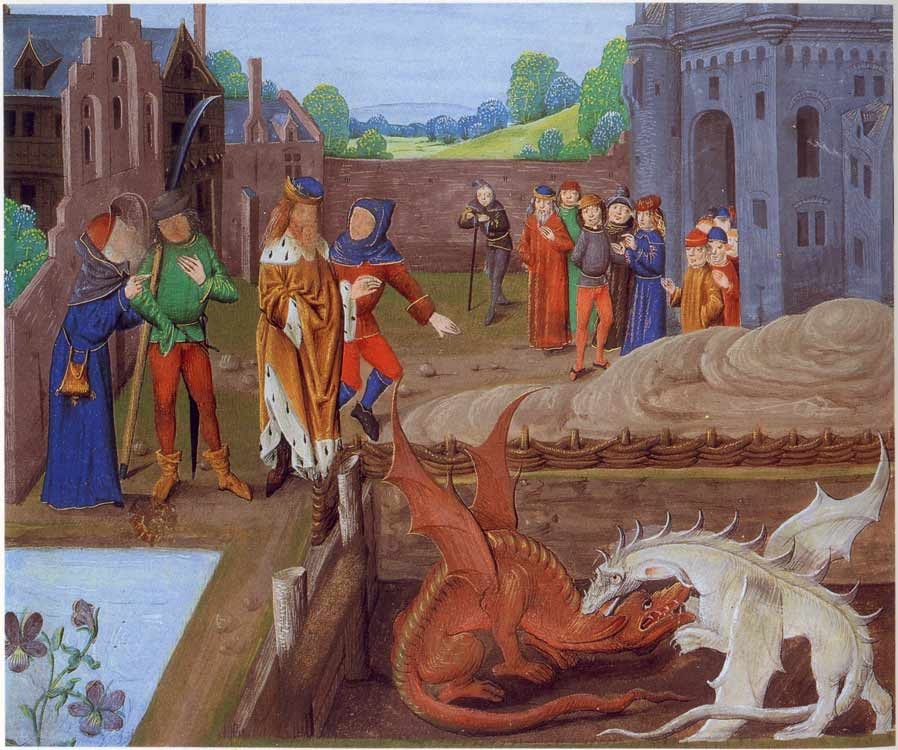
Enluminure du XVe siècle, tirée du manuscrit de l’Historia regum Britanniae montrant le combat entre les dragons rouge et blanc, qui a inspiré l'arrière-plan de l'épisode du Grand Dragon Blanc de Roverandom.

Hammond et Scull soulignent que Tolkien s'est appuyé pour Roverandom sur des sources mythologiques très diverses.
Le personnage malheureux d'Artaxerxès a ainsi pu être rapproché de personnages de la mythologie grecque comme Protée, Triton ou surtout Poséidon et son équivalent romain Neptune. Il peut également rappeler le dieu Njörd des Eddas. Son nom est une référence explicite à la Perse, d'où le personnage est censé arriver. Le nom fait référence à trois rois ayant gouverné aux Ve et VIe siècles av. J.-C., Artaxerxès Ier, Artaxerxès II, et Artaxerxès III et au fondateur de la dynastie des Sassanides au IIIe siècle.
L'épisode du Grand Dragon Blanc est une allusion à l'épisode de la légende de Merlin et du roi Vortigern, où deux dragons, l'un blanc et l'autre rouge représentant respectivement les Saxons et les Celtes, combattent pour la domination de la Grande-Bretagne. Selon la légende, le dragon blanc représentant Uther Pendragon, seigneur des Saxons, aurait vaincu le dragon rouge représentant Vortigern, puis serait mort à son tour, trois jours plus tard. Tolkien revisite la fin de la légende, en faisant du Grand Dragon Blanc de la Lune le dragon blanc de la légende, qui ne serait pas mort mais aurait migré sur la Lune.

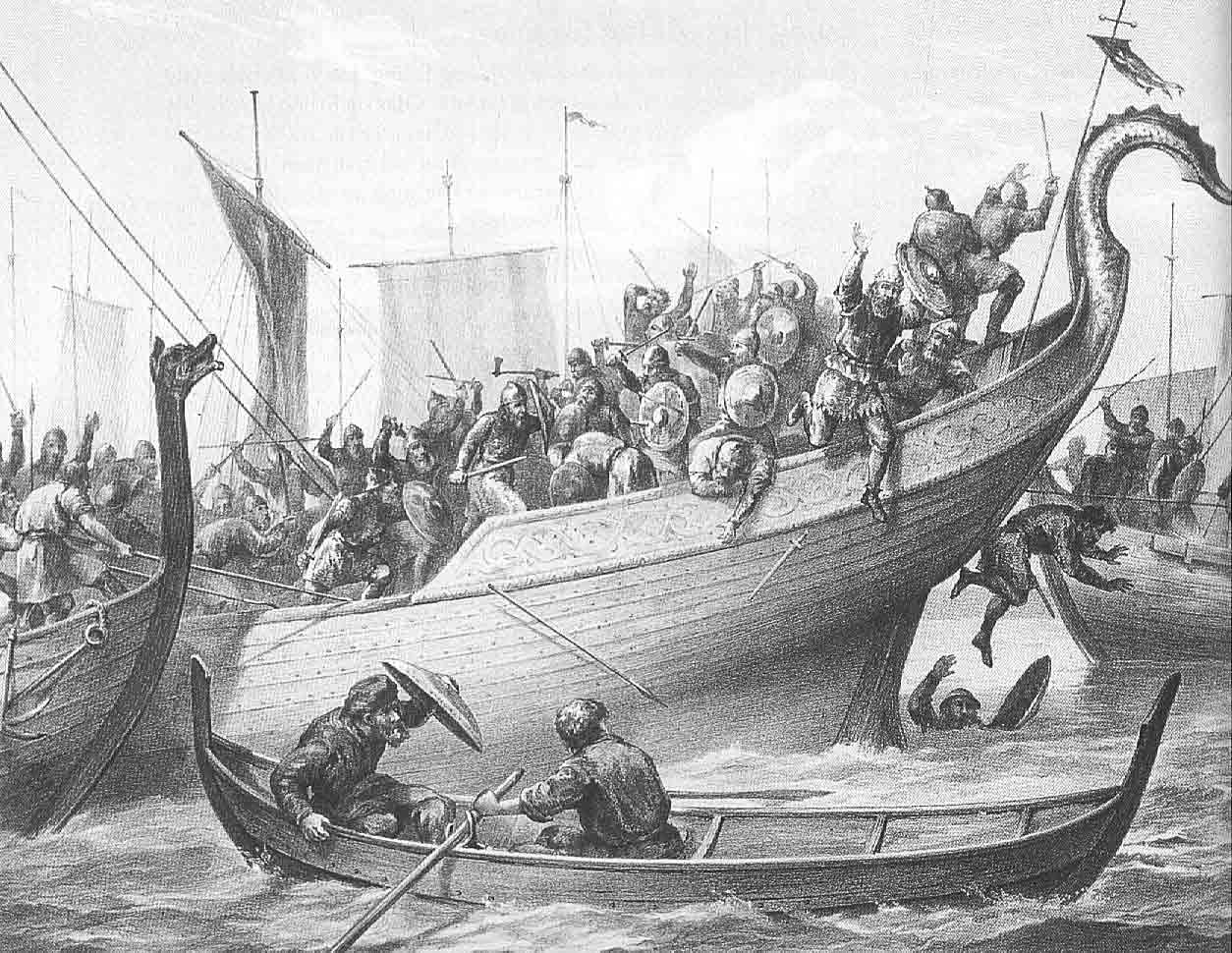
Représentation de la bataille de Svolder, au cours de laquelle le roi Olaf Tryggvason trouve la mort par noyade, en l'an 1000.

L'histoire du merchien Rover, présent au fond de la mer, est une allusion à l'histoire du roi Olaf Tryggvason telle qu'elle apparaît dans l’Heimskringla. Ce seigneur viking mena une bataille maritime, en l'an 1000, sur son navire, le Long Serpent, mais finit par mourir noyé après avoir sauté par-dessus bord. Ce marin avait un chien, Vígi, qui mourut d'inanition à la suite du chagrin de la perte de son maître. Tolkien réutilise la bataille et la noyade d'Olaf, expliquant qu'il a été englouti par les sirènes, et que Vígi l'a suivi dans les profondeurs, a survécu et s'est transformé en merchien au fil du temps.
Le grand serpent qui engloutit sa propre queue a été repris par Tolkien de la figure du dragon Miðgarðsormr de la mythologie nordique ; il représente cependant un ancien motif mythologique, l'ouroboros, qui se retrouve symboliquement dans beaucoup de cultures. Curieusement, dans Roverandom il n'est pas le seul responsable des tempêtes, des tremblements de terre et des ouragans ; non plus que de la submersion de l'Atlantide,. Ce conte montre que J. R. R. Tolkien s'est très tôt intéressé au mythe de l'Atlantide, qui se reflète dans sa mythologie plus tardive dans l'épisode de la submersion de Númenor.
Le « vieil Homme de la mer », une figure de la poésie arabe de Sinbad le marin révèle aussi une influence plus exotique.

### Inspirations littéraires
Il est également possible d'identifier dans Roverandom diverses références littéraires, notamment Le Songe d'une nuit d'été de William Shakespeare, comédie dans laquelle apparaît un « Homme de la lune », avec son propre chien.
Les contes pour enfants d'Edith Nesbit méritent aussi d'être cités : Tolkien y a puisé son sorcier des sables (« psamatista ») inspiré par la fée en sable (« psammead ») qui apparaît dans Five Children and It (1902) et dans The Story of the Amulet (1905). Dans les premières versions dactylographiées du conte, Psamathos reçoit même le nom de « psammead » et a des cornes d'escargot comme le personnage de Nesbit.

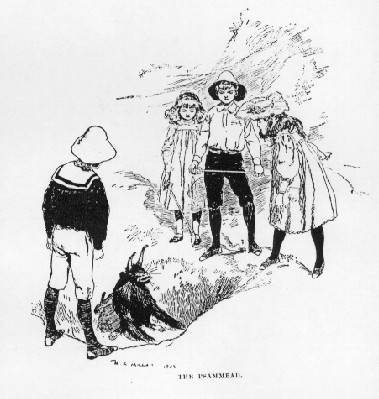
Frontispice du roman Five Children and It (1902) d'Edith Nesbit.

Il est aussi possible de voir dans l'absurde faune et flore de la Lune des allusions aux romans De l'autre côté du miroir et Sylvie and Bruno de Lewis Carroll et même à l'opéra comique Trial by Jury de Gilbert et Sullivan.
Selon Rateliff, Tolkien, en faisant de la Lune le lieu de vie du Grand Dragon Blanc, s'inscrit dans une antique tradition notamment représentée par Ludovico Ariosto et son Orlando furioso datant de 1516, lequel fait de la Lune le siège de choses perdues et la retraite de monstres, dont les dragons.

### Connexions avec le légendaire de Tolkien
Ainsi que le disent Hammond et Scull, « Roverandom a tracé son chemin à travers […] le légendaire de Tolkien », qui existait et était développé depuis les années 1910. Roverandom contient de nombreuses références particulièrement aux Contes Perdus. La géographie qui forme le fond du récit est clairement inspirée du légendaire. Ainsi sur la Lune, le jardin situé sur sa face cachée est une réminiscence du jardin de la Chaumière du Jeu Perdu des Contes perdus, où l'on retrouve les mêmes images d'enfants à demi-endormis pourchassant des papillons ou cueillant des fleurs. Lorsque Roverandom traverse la mer sur la baleine Uin, il aperçoit la « Terre Féerique » et les « Îles Magiques » références explicites à Valinor et aux îles qui l'entourent, dans la version des Contes perdus. Le personnage même de la baleine Uin est tiré de ces récits, dans lesquels elle est au service du Vala Ulmo, et qui, sur son ordre, déplace l'île de Tol Eressëa jusqu'en Valinor, et dirige également son vaisseau. Le personnage du Lunehomme est un personnage récurrent de l'œuvre de Tolkien. Ainsi on le retrouve dans les Contes perdus, dans le Conte du Soleil et de la Lune et dans divers poèmes qui l'accompagnent, mais également dans Les Aventures de Tom Bombadil, ou encore dans Le Seigneur des anneaux lorsque Frodon récite une chanson dans l'auberge du Poney Fringant à Bree,.
Roverandom se rapproche également du récit du Hobbit, qu'il a possiblement influencé. Ainsi, comme le soulignent Hammond et Scull, le vol de Bilbo avec les aigles jusqu'à leur aire n'est pas sans rappeler le vol de Rover sur Cendré jusqu'à son refuge sur une falaise. Du côté des personnages, les araignées et le Grand Dragon Blanc de la Lune préfigurent les araignées de la Forêt Noire et Smaug. Enfin, les trois magiciens que sont Artaxerxès, Psamathos et le Lunehomme semblent augurer l'apparition de Gandalf. D'ailleurs l'entrée d'Artaxerxès dans le récit préfigure celle de Gandalf dans le récit du Hobbit. Tom Bombadil est également comparé à Artaxerxès, tous deux possédant une plume bleue fichée au chapeau. Le personnage de Cendré rejoint quant à lui la longue liste des oiseaux du légendaire qui apportent leur aide à un moment crucial du récit, comme les aigles de Manwë, tel Thorondor, les cygnes d'Ulmo ou encore la corneille et Roäc le corbeau, du Hobbit.

## Critique
Les critiques publiées après l'édition du conte ont été, en général, positives. Par exemple, pour David V. Barrett « c'est une histoire démodée, mais qui garde toute sa fraîcheur aujourd'hui... qui semble prendre vie quand on la lit à haute voix à un enfant,. ». Barrett ajoute par ailleurs que, même si c'est loin d'être la plus grande œuvre de Tolkien, le conte possède néanmoins de la puissance.
Néanmoins, si Roverandom a bénéficié de la bonne presse de son auteur, les critiques le jugent à l'aune des romans de Le Hobbit et du Seigneur des anneaux, faisant ressortir des insuffisances littéraires. Ainsi Michael Dirda, du Washington Post, admet que le roman est « une fantasy tout à fait acceptable » et un conte plaisant pour endormir les enfants mais ne possède pas « cette noire grandeur et ce pouvoir mythique qui rendent un Sauron [dans Le Seigneur des anneaux] ou un Smaug [dans Le Hobbit] si inoubliables ». Adam Mars-Jones, quant à lui, pense que les lecteurs ne saisiront pas l'opportunité de lire Roverandom et de découvrir ainsi ce qu'il y avait avant Le Hobbit et Le Seigneur des anneaux, supposition démentie par le succès du livre. David Grayson, du January Magazine, qualifie carrément Roverandom de « médiocre », manquant de caractère épique.
Wayne G. Hammond et Christina Scull n'hésitent pas à dire que Le Seigneur des anneaux et Le Hobbit ont pu voir le jour grâce à l'écriture de Roverandom. En effet, son succès auprès des trois enfants Tolkien a conforté l'auteur dans son rôle de conteur. L'ensemble des références familiales, mythologiques et littéraires est également salué par les deux éditeurs. Cependant là encore, la critique est partagée. Ainsi Adam Mars-Jones, de l’Observer, ne semble pas convaincu par la présence des anticipations au Hobbit et au Seigneur des anneaux dans Roverandom. Il regrette également que les deux éditeurs ne se soient pas penchés sur l'effet qu'eut le conte sur Michael Tolkien.
L'édition de Roverandom valut à Wayne G. Hammond et Christina Scull l'un des Mythopoeic Scholarship Award de 2000 dans la sous-catégorie des études sur les Inklings.